# Francesco Serato
Francesco Serato (Castelfranco Veneto, 11 settembre 1843 – Bologna, 24 dicembre 1919) è stato un violoncellista italiano, concertista e docente di conservatorio.

## Biografia

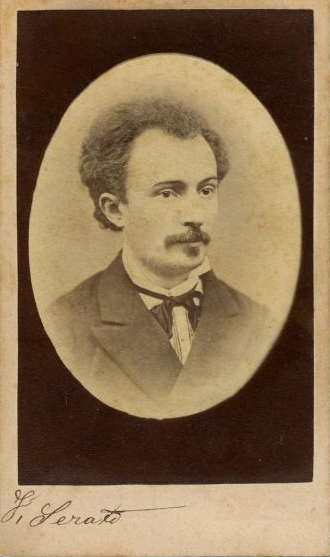
Francesco Serato

Virtuoso del violoncello fu docente di questo strumento ininterrottamente dal 1871 al 1916 presso il «Liceo Musicale» di Bologna dove ebbe come allievi una schiera di valenti violoncellisti tra i quali Prospero Montecchi, Nerio Brunelli, Arturo Cuccoli, Antonio Certani, Eligio Cremonini, Gilberto Crepax, Benedetto Mazzacurati e altri. Nel biennio 1880 - 1881 fu anche membro della commissione direttiva di quello stesso istituto.

Come concertista fece parte del “Trio bolognese”, con Leone Sarti al violino e Angelo Consolini alla viola.
Era padre del violinista Arrigo Serato e dell'arpista Cleopatra Serato che sposò il direttore d'orchestra Rodolfo Ferrari.
È sepolto nel Campo Carducci del cimitero monumentale della Certosa di Bologna.